# Polso arterioso

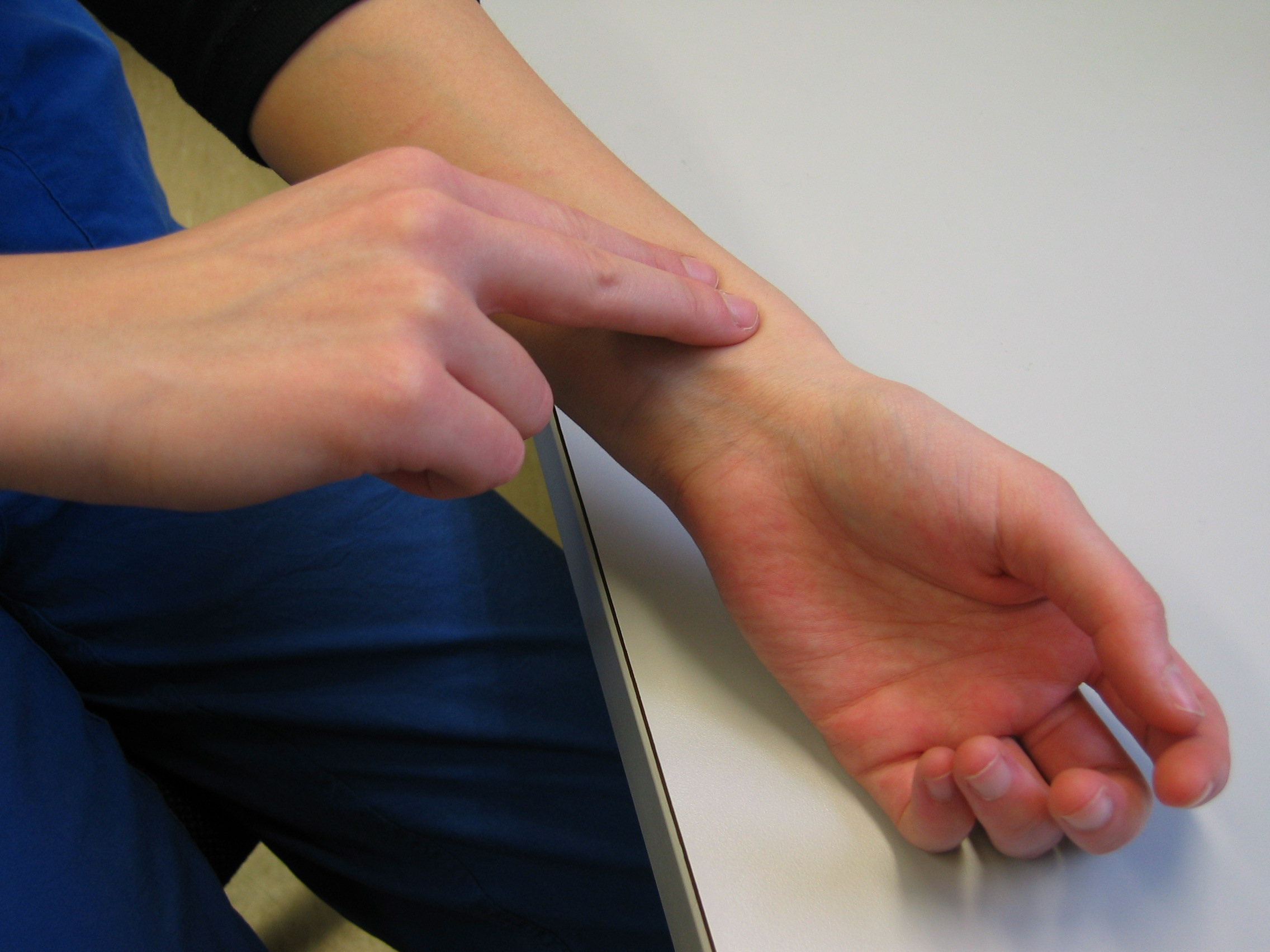
Esempio di rilevazione della pulsazione

Il polso arterioso è l'urto dell'onda sistolica nelle arterie. La sua valutazione costituisce il più semplice e immediato approccio alla persona malata. 

## Descrizione
Quando il sangue esce dal cuore, crea un'onda che dall'aorta si sposta fino al sistema periferico.
Quest'onda è detta onda sfigmica e percorre le arterie con una velocità crescente verso la periferia, dove diminuisce la capacitanza dei vasi e aumenta la resistenza.
Il polso arterioso è una variazione pressoria corrispondente all'onda sfigmica che si propaga, generata dalla sistole cardiaca; viene trasmessa nel sistema vascolare grazie all'elasticità delle arterie ed è percepibile sui vasi periferici sotto forma di "pulsazione".

## Rilevazione
Per la rilevazione del polso si utilizzano le dita della mano, generalmente indice, medio e anulare, evitando di disporre le dita a piatto, ma utilizzando la punta delle stesse (polpastrelli) effettuando una leggera pressione, il pollice va tenuto sulla regione dorsale del polso stesso. Mai usare il pollice per rilevare la frequenza cardiaca, perché si incorre nel rischio di avvertire la propria pulsazione.
Inoltre le dita devono essere disposte in determinati siti per la rilevazione del polso stesso, nel caso dell'esame del polso radiale, le tre dita vengono poste fra avambraccio e mano anteriormente e il pollice posteriormente, nel punto in cui si superficializza il decorso dell'arteria radiale; il punto scelto è quello in cui l'arteria si adagia al piano osseo. Premendolo, si può apprezzare ogni variazione in volume che avviene nell'arteria fino a un minimo di circa 90 mmHg di pressione sistolica (massima).

## Siti di rilevamento

Rilevazione del polso nei diversi siti

Esistono altri punti di palpazione dei "polsi", i quali si dividono anche in:
- Centrali: sono i polsi più importanti e gli ultimi a scomparire, generalmente quando si avverte solo i polsi centrali, la pressione sistemica è al di sotto dei 60 mmHg:
  - Carotideo: per palparlo occorre posizionare le dita anteriormente al muscolo sternocleidomastoideo, in corrispondenza o al di sotto dell'angolo della mandibola. Permette la rilevazione del battito anche a pressioni sistoliche molto basse, circa 50-60 mmHg.
  - Temporale: è il polso rilevato sull'arteria temporale, localizzata tra l'occhio e l'attaccatura dei capelli, appena al di sopra dell'osso zigomatico.
  - Polso apicale: apprezzabile, mediante fonendoscopio, in corrispondenza del quinto spazio intercostale emiclaveare sinistro; la sua auscultazione permette di percepire i primi due suoni cardiaci (S1 e S2).
- Periferici: sono i polsi meno importanti e che tendono a sparire più facilmente in caso di shock: 
  - Popliteo: più difficile da percepire, si effettua con la palpazione del cavo popliteo (dietro il ginocchio), posteriormente, spostando le dita lievemente verso l'esterno.
  - Femorale: si palpa in corrispondenza della piega inguinale, rileva pressioni di circa 70 mmHg.
  - Tibiale: viene percepito posteriormente al malleolo mediale del piede.
  - Pedidio: viene ricercato nella parte dorsale del piede, lateralmente al tendine estensore lungo dell'alluce.
  - Brachiale: la palpazione deve essere eseguita in corrispondenza della faccia anteriore della piega del gomito.
  - Radiale: viene percepito alla base del pollice.
  - Ulnare: viene percepito alla base del palmo della mano, ma dalla parte opposta del pollice.

## Semeiotica
Le caratteristiche principali che possono essere sentite sono l'ampiezza, ovvero la forza con cui sentiamo l'onda sfigmica sulle dita, e la durata cioè per quanto tempo la avvertiamo.
| Caratteristica                 | Situazioni Associate                                       |
| ------------------------------ | ---------------------------------------------------------- |
| Celere o scoccante di Corrigan | Insufficienza aortica, Fistola Arterio-Venosa, Tachicardia |
| Normale                        |                                                            |
| Tardo                          | Stenosi aortica, Arteriosclerosi                           |

## Uso
Il conteggio nell'unità di tempo di queste "pulsazioni", definite dalla differenza fra pressione arteriosa sistolica (massima) e pressione arteriosa diastolica (minima), definisce la frequenza cardiaca, cioè il numero di battiti cardiaci al minuto.